# A5 (Gruppe)
Die im mathematischen Teilgebiet der Gruppentheorie betrachtete Gruppe {\displaystyle A_{5}} ist die alternierende Gruppe 5-ten Grades. Sie hat 60 Elemente und ist die kleinste nichtabelsche einfache Gruppe und die kleinste nicht-auflösbare Gruppe. Sie findet eine geometrische Realisierung als Gruppe der Rotationen des Ikosaeders.

## Definitionen

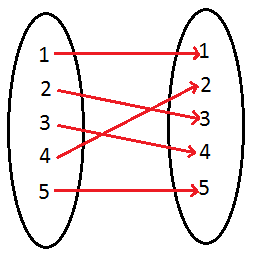
Der Zyklus (234) als Abbildung

Wir betrachten die Menge aller bijektiven Abbildungen der 5-elementigen Menge {\displaystyle \{1,2,3,4,5\}} in sich. Diese bildet mit der Hintereinanderausführung von Abbildungen als Verknüpfung eine Gruppe. Man nennt diese Verknüpfung auch Produkt und schreibt sie als {\displaystyle \cdot } oder ganz ohne Verknüpfungszeichen. Dies ist die symmetrische Gruppe {\displaystyle S_{5}} mit {\displaystyle 5!=120} Elementen.
Solche Abbildungen nennt man Permutationen und verwendet für sie die sogenannte Zyklenschreibweise {\displaystyle (i_{1}\ldots i_{k})} mit verschiedenen Elementen {\displaystyle i_{1},\ldots ,i_{k}\in \{1,2,3,4,5\}}.
Die Abbildung {\displaystyle (i_{1}\ldots i_{k})} bildet jedes Element in der Zyklusliste auf das rechts neben ihm stehende ab und schließlich das letzte der Liste auf das erste. Der Zyklus {\displaystyle (2\,3\,4)} bildet also 2 auf 3, 3 auf 4 und 4 auf 2 ab und lässt die Elemente 1 und 5 fest. Ein Zyklus {\displaystyle (i\,j)} der Länge 2 vertauscht demnach nur {\displaystyle i} und {\displaystyle j} und lässt alle anderen Elemente fest. Solche Abbildungen nennt man Transpositionen. Verschiedene Zyklen können dieselbe Permutation beschreiben, es gilt etwa {\displaystyle (2\,3\,4)=(3\,4\,2)}, Eindeutigkeit erhält man durch die Vereinbarung, die kleinste im Zyklus vorkommende Zahl an den Anfang zu stellen.
Man kann jede Permutation als Produkt von Zyklen schreiben, sogar als Produkt von Transpositionen. Die Darstellung als Produkt von Transpositionen ist nicht eindeutig. Siehe zum Beispiel
{\displaystyle (1\,2\,3)=(1\,2)\cdot (2\,3)=(1\,2)\cdot (2\,3)\cdot (4\,5)\cdot (4\,5)}
Wir verwenden hier die bei Abbildungen übliche Reihenfolge, das heißt, zuerst wird die rechts stehende Abbildung {\displaystyle (2\,3)} angewendet, dann {\displaystyle (1\,2)}. (Das wird in der Literatur nicht einheitlich so gehandhabt; Autoren, die Operationen und Funktionen auf die rechte Seite der abzubildenden Elemente schreiben, verwenden hier genau die umgekehrte Konvention.)
Eindeutig ist aber, ob für die Darstellung einer Permutation als Produkt von Transpositionen eine gerade oder ungerade Anzahl von Transpositionen erforderlich ist, entsprechend nennt man die Permutationen gerade oder ungerade.
Dann ist klar, dass das Produkt von geraden Permutationen wieder gerade ist, denn die Anzahlen der verwendeten Transpositionen addieren sich bei der Verknüpfung. Die geraden Permutation bilden daher eine Untergruppe, das ist die alternierende Gruppe {\displaystyle A_{5}}.
Selbstverständlich sind analoge Begriffsbildungen für {\displaystyle \{1,\ldots ,n\}} an Stelle von {\displaystyle \{1,2,3,4,5\}} möglich, das führt dann zur alternierenden Gruppe An. In diesem Artikel behandeln wir den Fall {\displaystyle n=5}.

## Elementare Eigenschaften

### Anzahl der Elemente
Ist {\displaystyle \sigma \in S_{5}} irgendeine Permutation, so ist {\displaystyle (1\,2)\cdot \sigma } genau dann gerade bzw. ungerade, wenn {\displaystyle \sigma } ungerade bzw. gerade ist. Also gibt es genauso viele gerade wie ungerade Permutationen und daraus folgt, dass {\displaystyle A_{5}} 60 Elemente hat.

### Dreierzyklen
Ein Dreierzyklus, das heißt ein Zyklus {\displaystyle (i\,j\,k)} der Länge drei, ist gerade, denn {\displaystyle (i\,j\,k)=(i\,j)\cdot (j\,k)}.
Ein Dreierzyklus {\displaystyle (i\,j\,k)} ist offenbar eine Abbildung, die jedes der Elemente aus {\displaystyle \{i,j,k\}} auf ein jeweils anderes Element dieser Dreiermenge abbildet und die anderen beiden Elemente aus {\displaystyle \{1,2,3,4,5\}} fest lässt. Es gibt genau zwei solcher Abbildungen, nämlich {\displaystyle (i\,j\,k)} und {\displaystyle (i\,k\,j)}. Da es insgesamt {\displaystyle \textstyle {\binom {5}{3}}=10} solcher Dreiermengen gibt, kommen wir insgesamt auf 20 Dreierzyklen.
Da umgekehrt für paarweise verschiedene  {\displaystyle i,j,k,l}  stets  {\displaystyle (i\,j)\cdot (j\,k)=(i\,j\,k)}  sowie  {\displaystyle (i\,j)\cdot (k\,l)=(i\,k\,j)\cdot (i\,k\,l)}  gilt,
ist jede gerade Permutation ein Produkt von Dreierzyklen. Das heißt, die Gruppe {\displaystyle A_{5}} wird von den Dreierzyklen erzeugt.

### Ordnungen
Wie in jeder Gruppe gibt es genau ein Element der Ordnung 1, nämlich das neutrale Element.
Die Elemente der Ordnung 2 erhält man aus Transpositionen, die ja offenbar die Ordnung 2 haben. Da {\displaystyle A_{5}} nur gerade Permutationen enthält, sind die Permutationen der Ordnung 2 genau die Produkte aus zwei elementfremden Transpositionen {\displaystyle (i\,j)\cdot (k\,l)} mit paarweise verschiedenen {\displaystyle i,j,k,l\in \{1,2,3,4,5\}}. Es gibt 5 Möglichkeiten für eine Vierermenge {\displaystyle \{i,j,k,l\}\subset \{1,2,3,4,5\}} (jeweils ein Element gehört nicht dazu) und zu jeder solchen Vierermenge kann man die drei verschiedenen Elemente {\displaystyle (i\,j)\cdot (k\,l),(i\,k)\cdot (j\,l),(i\,l)\cdot (j\,k)\in A_{5}} der Ordnung 2 bilden. Das macht insgesamt {\displaystyle 5\cdot 3=15} Elemente der Ordnung 2.
Die Elemente der Ordnung 3 sind die oben erwähnten 20 Dreierzyklen.
Alle Fünferzyklen {\displaystyle (i\,j\,k\,l\,m)=(i\,j\,k)\cdot (k\,l\,m)} sind Produkte aus zwei Dreierzyklen und daher Elemente der {\displaystyle A_{5}} und haben offenbar die Ordnung 5. Da alle 5 Zahlen in {\displaystyle (i\,j\,k\,l\,m)} vorkommen, ist auch die 1 dabei, die man an die erste Stelle setzt. Für die Anordnung der anderen vier Zahlen in einem Fünferzyklus {\displaystyle (1\,j\,k\,l\,m)} gibt es {\displaystyle 4!=24} Möglichkeiten, demnach hat {\displaystyle A_{5}} 24 Elemente der Ordnung 5.
Damit haben wir die Ordnungen von 1+15+20+24 = 60 Elementen bestimmt, es gibt also keine Elemente weiterer Ordnungen. Wir erhalten damit folgende Übersicht:
| Ordnung | Anzahl | Typisches Element                  | Beschreibung                       |
| 1       | 1      | {\displaystyle e}                  | neutrales Element                  |
| 2       | 15     | {\displaystyle (i\,j)\cdot (k\,l)} | zwei elementfremde Transpositionen |
| 3       | 20     | {\displaystyle (i\,j\,k)}          | Dreierzyklus                       |
| 5       | 24     | {\displaystyle (i\,j\,k\,l\,m)}    | Fünferzyklus                       |
| ------- | ------ | ---------------------------------- | ---------------------------------- |

### Verknüpfungstafel

Verknüpfungstafel der alternierenden Gruppe A_{5} in Farbe. Das neutrale Element ist schwarz

Bei der alternierenden Gruppe {\displaystyle A_{4}}  ist es noch möglich, die Gruppenelemente und die Verknüpfungstafel aus dem geometrischen Bild der Drehungen eines Tetraeders zu gewinnen. Die Gruppe {\displaystyle A_{5}} tritt als Rotationsgruppe des Ikosaeders auf (und des Dodekaeders, das dual zum Ikosaeder ist). Deshalb nennt man sie auch Ikosaeder-Drehgruppe und bezeichnet sie alternativ mit dem Buchstaben {\displaystyle I}. Sie ist eine Untergruppe der vollen Ikosaedergruppe {\displaystyle I_{h}}.
Geometrische Zuordnungen sind bei einer Gruppe mit 60 Elementen kaum praktikabel. Auch wäre es bei einer Verknüpfungstafel mit 60 x 60 Positionen unübersichtlich, in die Tabelle Zahlen, Buchstaben oder Symbole zu schreiben. Es ist aber möglich, die Elemente durch Farbquadrate und entsprechend auch die Verknüpfungstafel darzustellen, wie es in der Online-Enzyklopädie zur Mathematik MathWorld zum Beispiel getan wird.
Es sollte beachtet werden, dass für die Elemente einer Gruppe im Allgemeinen keine bestimmte Anordnung ausgezeichnet werden kann. Feste Regel ist nur, dass das neutrale Element das erste Element jeder Zeile und Spalte ist (linke obere Ecke). Damit eine Verknüpfungstafel ohne Angabe der einzelnen Elemente zum Beispiel als Permutationen überhaupt einen Sinn macht, sollte man sich auf eine nachvollziehbare Regel für die Reihenfolge der Elemente festlegen. Das ist möglich, wenn man die Reihenfolge nach dem fakultätsbasierten Zahlensystem wählt. Mit einem Permutationsgenerator kann man alle 120 Permutationen von 5 Objekten in geordneter Reihenfolge erzeugen. Man erhält so die Elemente der symmetrischen Gruppe {\displaystyle S_{5}}. Um zur alternierenden Gruppe {\displaystyle A_{5}} zu kommen, muss man nur alle ungeraden Permutationen streichen. Nun sind noch die 59 x 59 Gruppenmultiplikationen mit diesen Elementen auszuführen.
Da man so die Reihenfolge nach dem fakultätsbasierten Zahlensystem festgelegt hat, ist jeder Permutation eine Ordnungszahl von 0 bis 59 zugeordnet. Die werden einem Farbton im HSV-Farbraum bei konstanter Farbsättigung und konstanter Helligkeit zugeordnet. Die Größe Farbton wird üblicherweise auf einem Farbkreis mit einem Wertebereich von 0 bis 360 (in Winkelgraden) angegeben. Die Farbtöne für die Permutationen werden nun äquidistant nach ihrer Permutationsnummer über den Wertebereich der Größe Farbton verteilt. Damit hat man ein Regelwerk für die Zuordnung einer Farbe zu einem Element einer beliebigen Gruppe.
In dieser Reihenfolge sind für die Elemente 1, 2 und 3 die Ordnungszahlen 1 und 2 Fixpunkte, für die Elemente 4 bis 12 ist 1 alleiniger Fixpunkt. Folglich bilden die ersten drei Elemente eine alternierende Untergruppe vom Typ {\displaystyle A_{3}} und die Elemente 1 bis 12 eine alternierende Untergruppe vom Typ {\displaystyle A_{4}}. Diese beiden Untergruppen der alternierenden Gruppe {\displaystyle A_{5}} sind aus der Grafik der Verknüpfungstafel deutlich als Diagonalblöcke zu erkennen. Ferner bemerkt man sofort eine Gruppierung in Blöcken zu je 12 Elementen.

## Präsentation
Eine Präsentation durch Erzeugende und Relationen sieht so aus:
Die Gruppe {\displaystyle A_{5}} wird durch zwei Erzeugende {\displaystyle x,y} und die Relationen
{\displaystyle x^{5}=y^{2}=(xy)^{3}=e}
definiert. Das heißt, jede Gruppe, die von zwei Elementen {\displaystyle x,y} erzeugt wird, die zusätzlich die genannten Relationen erfüllen, ist isomorph zu {\displaystyle A_{5}}.
Die {\displaystyle A_{5}} selbst ist von {\displaystyle x=(1\,2\,3\,4\,5)} und {\displaystyle y=(1\,2)\cdot (3\,4)} erzeugt, und diese Elemente erfüllen die angegebenen Relationen.

## Transitive Operation auf 6 Elementen
Die Gruppe {\displaystyle A_{5}} hat 24 Elemente der Ordnung 5, von denen jeweils 4 zusammen mit dem neutralen Element eine Untergruppe der Ordnung 5 bilden, es gibt daher sechs Untergruppen der Ordnung 5, die gleichzeitig die 5-Sylowgruppen sind. Da die Gruppe mittels Konjugation transitiv auf den sechs 5-Sylowgruppen operiert, denn je zwei 5-Sylowgruppen sind konjugiert, erhalten wir insgesamt, dass {\displaystyle A_{5}} transitiv auf einer sechselementigen Menge operiert. Diese Operation ist sogar treu. Hiervon gilt folgende Umkehrung:
- Jede 60-elementige transitive Permutationsgruppe auf 6 Elementen ist isomorph zu {\displaystyle A_{5}}.

## A5ist nicht auflösbar
Zu einer beliebigen Gruppe {\displaystyle G} ist die Kommutatorgruppe {\displaystyle K^{1}(G)} definiert als die von allen Kommutatoren {\displaystyle [x,y]:=x^{-1}y^{-1}xy} erzeugte Untergruppe. Induktiv erklärt man {\displaystyle K^{n+1}(G):=K^{1}(K^{n}(G))} und nennt die Gruppe auflösbar, wenn es ein {\displaystyle n} gibt mit {\displaystyle K^{n}(G)=\{e\}}.
Die Gruppe {\displaystyle A_{5}} ist nicht auflösbar. Ist nämlich {\displaystyle (i\,j\,k)} ein Dreierzyklus, so seien {\displaystyle l,m} die beiden nicht darin vertretenen Zahlen aus {\displaystyle \{1,2,3,4,5\}}. Dann rechnet man
{\displaystyle (i\,j\,k)=(i\,k\,j)\cdot (i\,k\,j)=(i\,k)\cdot (k\,j)\cdot (i\,k)\cdot (k\,j)}
{\displaystyle =(i\,k)\cdot (l\,m)\cdot (k\,j)\cdot (l\,m)\cdot (l\,m)\cdot (i\,k)\cdot (l\,m)\cdot (k\,j)}
{\displaystyle =[(i\,k)\cdot (l\,m),(k\,j)\cdot (l\,m)]},
das heißt, jeder Dreierzyklus ist ein Kommutator und daher aus {\displaystyle K^{1}(A_{5})}. Da die Dreierzyklen nach obigem die Gruppe {\displaystyle A_{5}} erzeugen, folgt {\displaystyle K^{1}(A_{5})=A_{5}} und damit {\displaystyle K^{n}(A_{5})=A_{5}} für alle {\displaystyle n}. Daher ist {\displaystyle A_{5}} nicht auflösbar.
{\displaystyle A_{5}} ist die kleinste nicht auflösbare Gruppe. Bekanntlich ist jede p-Gruppe, das heißt Gruppe der Ordnung {\displaystyle p^{n}} für eine Primzahl {\displaystyle p}, auflösbar. Ferner sind Gruppen der Ordnung {\displaystyle p^{n}q^{m}} mit Primzahlen {\displaystyle p} und {\displaystyle q} nach dem Satz von Burnside auflösbar. Schließlich sind Gruppen der Ordnung {\displaystyle pqr} mit Primzahlen {\displaystyle p,q} und {\displaystyle r} auflösbar. Die kleinste Ordnung, die für eine nicht-auflösbare Gruppe überhaupt in Frage kommt, ist damit {\displaystyle 2^{2}\cdot 3\cdot 5=60}. {\displaystyle A_{5}} ist daher eine nicht-auflösbare Gruppe kleinstmöglicher Ordnung, man kann sogar zeigen, dass sie bis auf Isomorphie die einzige nicht-auflösbare Gruppe der Ordnung 60 ist.
Aus der Nicht-Auflösbarkeit von {\displaystyle A_{5}} ergibt sich leicht, dass alle {\displaystyle S_{n}} und alle {\displaystyle A_{n}} mit {\displaystyle n\geq 5} nicht auflösbar sind, denn Untergruppen auflösbarer Gruppen sind wieder auflösbar und all diese Gruppen enthalten eine zu {\displaystyle A_{5}} isomorphe Untergruppe.

## A5ist einfach
Eine Gruppe {\displaystyle G} heißt einfach, wenn sie neben dem trivialen Normalteilern {\displaystyle G} und {\displaystyle \{e\}} keine weiteren Normalteiler enthält. Da Kommutatorgruppen Normalteiler sind, haben auflösbare Gruppen, die nicht zyklisch von Primzahlordnung sind, stets Normalteiler, aber auch nicht-auflösbare Gruppen können Normalteiler haben, wie das Beispiel {\displaystyle S_{5}} zeigt, die {\displaystyle A_{5}} als Normalteiler hat. Daher ist folgende Aussage eine Verschärfung der Nicht-Auflösbarkeit:
- {\displaystyle A_{5}} ist einfach.

Das ergibt sich leicht aus der Tatsache, dass {\displaystyle A_{5}} eine nicht-auflösbare Gruppe kleinstmöglicher Ordnung ist. Wäre nämlich {\displaystyle N\subset A_{5}} ein nicht-trivialer Normalteiler, so hätten {\displaystyle N} und {\displaystyle A_{5}/N} eine echt kleinere Ordnung und wären daher auflösbar. Aus den bekannten Sätzen über auflösbare Gruppen folgte daraus die Auflösbarkeit von {\displaystyle A_{5}}, was den gewünschten Widerspruch ergibt.
Das gerade gegebene Argument für die Einfachheit der {\displaystyle A_{5}} ist durchaus nicht-trivial, denn es verwendet den Satz von Burnside, der in der Minimalität von 60 für die Ordnung einer nicht-auflösbaren Gruppe steckt. Allerdings benötigt man den Satz von Burnside nicht in voller Stärke, die ohne Darstellungstheorie zu beweisende Auflösbarkeit von Gruppen der Ordnung {\displaystyle p^{a}q^{b}} mit {\displaystyle a,b\leq 2} ist ausreichend.
In einem einfacheren Beweis zeigt man zunächst, dass alle Dreierzyklen konjugiert sind und anschließend, dass jeder von der einelementigen Untergruppe verschiedene Normalteiler mindestens einen Dreierzyklus enthalten muss. Der Normalteiler enthält dann alle Konjugierten dieses Dreierzyklus, denn Normalteiler sind ja definitionsgemäß unter Konjugation stabil, und daher alle Dreierzyklen. Da diese aber bereits {\displaystyle A_{5}} erzeugen, folgt {\displaystyle N=A_{5}}, das heißt, es gibt keine nicht-trivialen Normalteiler in {\displaystyle A_{5}}. Dieser Beweis gilt für alle {\displaystyle A_{n},\,n\geq 5}.
Ein weiterer einfacherer und auf die {\displaystyle A_{5}} zugeschnittener Beweis unter Verwendung der Sylow-Sätze findet sich im unten angegebenen Lehrbuch von B. Huppert. Darüber hinaus wird dort gezeigt:
- Ist {\displaystyle G} eine einfache Gruppe der Ordnung 60, so ist {\displaystyle G\cong A_{5}}.

## Charaktertafel
Die Charaktertafel der {\displaystyle A_{5}} sieht wie folgt aus:
| {\displaystyle A_{5}}     | {\displaystyle 1} | {\displaystyle 15}           | {\displaystyle 20}      | {\displaystyle 12}                         | {\displaystyle 12}                         |
|                           | {\displaystyle 1} | {\displaystyle (1,2)\,(3,4)} | {\displaystyle (1,2,3)} | {\displaystyle (1,2,3,4,5)}                | {\displaystyle (1,3,5,2,4)}                |
| ------------------------- | ----------------- | ---------------------------- | ----------------------- | ------------------------------------------ | ------------------------------------------ |
| {\displaystyle \chi _{1}} | {\displaystyle 1} | {\displaystyle 1}            | {\displaystyle 1}       | {\displaystyle 1}                          | {\displaystyle 1}                          |
| {\displaystyle \chi _{2}} | {\displaystyle 4} | {\displaystyle 0}            | {\displaystyle 1}       | {\displaystyle -1}                         | {\displaystyle -1}                         |
| {\displaystyle \chi _{3}} | {\displaystyle 5} | {\displaystyle 1}            | {\displaystyle -1}      | {\displaystyle 0}                          | {\displaystyle 0}                          |
| {\displaystyle \chi _{4}} | {\displaystyle 3} | {\displaystyle -1}           | {\displaystyle 0}       | {\displaystyle {\frac {1+{\sqrt {5}}}{2}}} | {\displaystyle {\frac {1-{\sqrt {5}}}{2}}} |
| {\displaystyle \chi _{5}} | {\displaystyle 3} | {\displaystyle -1}           | {\displaystyle 0}       | {\displaystyle {\frac {1-{\sqrt {5}}}{2}}} | {\displaystyle {\frac {1+{\sqrt {5}}}{2}}} |

## Vorkommen

### Symmetriegruppe

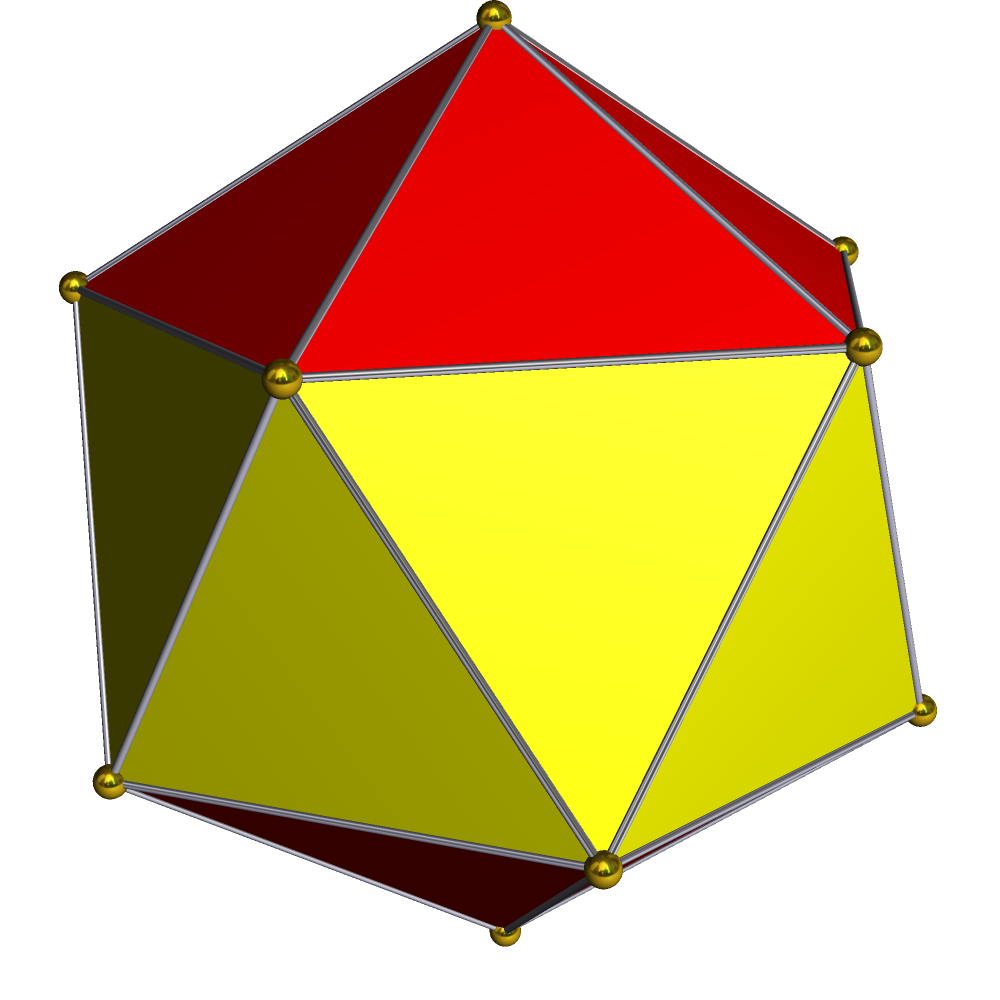

Wie oben erwähnt, tritt die Gruppe {\displaystyle A_{5}} als Rotationsgruppe des Ikosaeders auf. Um einen Überblick über die möglichen Rotationen, die den Ikosaeder in sich überführen, zu erhalten, betrachten wir, wie sie sich auf die Kanten auswirken. Die 30 Kanten des Ikosaeders zerfallen in 5 Klassen paralleler Kanten, wobei jede dieser Klassen 6 parallele Kanten enthält. Da Rotationen des Ikosaeders Parallelität von Kanten erhalten müssen, permutieren sie diese 5 Klassen und man erhält einen Homomorphismus von der Ikosaedergruppe in die {\displaystyle S_{5}}. Eine genauere Betrachtung zeigt dann, dass es sich um einen injektiven Homomorphismus handelt, dessen Bild gerade {\displaystyle A_{5}\subset S_{5}} ist. Daher ist die Ikosaedergruppe isomorph zur {\displaystyle A_{5}}.
Die Elemente der {\displaystyle A_{5}} entsprechen damit folgenden 60 Drehungen:
Die 30 Kanten bestimmen 15 Rotationsachsen durch die Mittelpunkte von Paaren gegenüberliegender Kanten, und um jede Achse ist eine Rotation um {\displaystyle 180^{\circ }} möglich. Das sind die 15 Elemente der Ordnung 2.
Die 20 Seitenflächen bestimmen 10 Rotationsachsen durch die Mittelpunkte von Paaren gegenüberliegender Seitenflächen, und um jede dieser Achsen ist eine Rotation um {\displaystyle 120^{\circ }} oder {\displaystyle 240^{\circ }} möglich, das sind die 20 Elemente der Ordnung 3.
Die 12 Ecken bestimmen 6 Rotationsachsen durch Paare gegenüberliegender Ecken, zu jeder Achse gibt es 4 Drehungen um {\displaystyle k\cdot 72^{\circ }}, {\displaystyle k=1,2,3,4} der Ordnung 5, das sind insgesamt die 24 Drehungen der Ordnung.
Schließlich ist das 60. Element die Nulldrehung oder Identität: 15+20+24+1=60.

### Galoisgruppe
Das Polynom
{\displaystyle p(X)=X^{5}+20X+5}
hat eine zur {\displaystyle A_{5}} isomorphe Galoisgruppe. Nach Sätzen der Galoistheorie bedeutet das wegen der oben festgestellten Nicht-Auflösbarkeit der Gruppe, dass die Nullstellen des Polynoms nicht durch Radikale der Koeffizienten dargestellt werden können. Das belegt den Satz von Abel-Ruffini, nach dem es für Polynome ab dem Grad 5 keine allgemeinen Lösungsformeln gibt, die aus Wurzeln und arithmetischen Operationen der Koeffizienten bestehen.

### PSL2(4) und PSL2(5)
Die projektiven linearen Gruppen {\displaystyle \mathrm {PSL} _{n}(q)} für einen endlichen Körper {\displaystyle K} mit {\displaystyle q} Elementen sind mit Ausnahme von {\displaystyle \mathrm {PSL} _{2}(2)\cong S_{3}} und {\displaystyle \mathrm {PSL} _{2}(3)\cong A_{4}} einfach und haben {\displaystyle (q^{n}-1)\cdot (q^{n}-q)\cdot \ldots \cdot (q^{n}-q^{n-2})\cdot q^{n-1}/\mathrm {ggT} (n,q-1)} Elemente. Demnach gilt
{\displaystyle |\mathrm {PSL} _{2}(4)|=(4^{2}-1)\cdot 4^{1}/\mathrm {ggT} (2,3)=15\cdot 4/1=60}
{\displaystyle |\mathrm {PSL} _{2}(5)|=(5^{2}-1)\cdot 5^{1}/\mathrm {ggT} (2,4)=24\cdot 5/2=60}.
Da alle einfachen Gruppen der Ordnung 60 wie oben erwähnt isomorph zur {\displaystyle A_{5}} sind, folgt
{\displaystyle \mathrm {PSL} _{2}(4)\cong \mathrm {PSL} _{2}(5)\cong A_{5}}.